# Kamenar, Varna
Kamenar (în bulgară Каменар) este un sat în comuna Varna, regiunea Varna,  Bulgaria. 

## Demografie
Componența etnică a satului Kamenar
     Turci (38,93%)
     Bulgari (25,75%)
     Romi (14,18%)
     Nicio identificare (21,12%)
La recensământul din 2011, populația satului Kamenar era de 2.594 locuitori. Nu există o etnie majoritară, locuitorii fiind turci (38,93%), bulgari (25,75%) și romi (14,18%). Pentru 21,12% din locuitori nu este cunoscută apartenența etnică.